# Chicago Med (seizoen 4)
Dit artikel vat het vierde seizoen van Chicago Med samen. Dit seizoen loopt van 26 september tot en met 2019. 

## Rolverdeling

### Hoofdrollen
- Nick Gehlfuss - dr. Will Halstead
- Torrey DeVitto - dr. Natalie Manning
- Colin Donnell - dr.Connor Rhodes
- Brian Tee - dr. Ethan Choi
- Oliver Platt - dr. Daniel Charles
- Norma Kuhling - dr. Avei Bekker
- S. Epatha Merkerson - hoofd S.H. Sharon Goodwin
- Yaya DaCosta - verpleegster April Sexton
- Marlyne Barrett - verpleegster Maggie Lockwood

### Terugkerende rollen
- Ato Essandoh - dr. Isidore Latham
- Roland Buck III - dr. Noah Sexton
- Eddie Jemison - dr. Stanley Stohl
- Nate Santana - dr. James Lanik
- Cynthia Addai-Robinson - dr. Vicki Glass
- Lorena Diaz - verpleegster Doris
- Casey Tutton - verpleegster Monique Lawson
- Heather Headley - Gwen Garrett
- Peter Mark Kendall - Joey Thomas
- D.W. Moffett - Cornelius Rhodes
- Arden Cho - Emily
- Molly Bernard - Elsa Curry
- Colby Lewis - Terry McNeal
- C.S. Lee - Bernard "Bernie" Kim
- Michel Gill - Robert Haywood
- Mekia Cox - Robin Charles
- Ian Harding - Phillip Davis
- Anna Enger Ritch - FBI-agente Ingrid Lee

### Cross-overrollen

#### Chicago Fire
- David Eigenberg - brandweerman Christopher Herrmann
- Yuri Sardarov - brandweerman Brian "Otis" Zvonecek
- Joe Minoso - brandweerman Joe Cruz
- Christian Stolte - brandweerman Randy "Mouch" McHolland
- Miranda Rae Mayo - brandweervrouw Stella Kidd
- Randy Flagler - brandweerman Harold Capp
- Eamonn Walker - brandweercommandant Wallace Boden
- Jesse Spencer - brandweerkapitein Matthew Casey
- Taylor Kinney - brandweerbevelvoerder Kelly Severide
- Kara Killmer - paramedicus Sylvie Brett

#### Chicago P.D.
- Jason Beghe - brigadier Hank Voight
- Jesse Lee Soffer - rechercheur Jay Halstead
- Tracy Spiridakos - rechercheur Hailey Upton
- Marina Squerciati - politieagente Kim Burgess

## Afleveringen
| Nr. | Aflevering | Titel                   | Regisseur          | Schrijver(s)                                  | Selectie gastrollen | Uitzenddatum      |  |
| --- | ---------- | ----------------------- | ------------------ | --------------------------------------------- | --- | ----------------- |  |
| 62 | 1          | Be My Better Half       | Michael Waxman     | Diane Frolov Andrew Schneider                 | Rachel DiPillo - dr. Sarah Reese Raquel McPeek Rodriguez - Lindsey James Caverly - Peter Rush David Parkes - Barry Lindheim                                      | 26 september 2018 |  |
| Sharon raakt al meteen in conflict met het nieuwe hoofd van het ziekenhuis, wanneer dr. Rhodes een verzoek indient voor een operatiekamer op de eerste hulp. Dr. Charles heeft te maken met de nasleep van de dood van de vader van dr. Reese, en zij vertrouwt dr. Charles niet meer en verlaat het ziekenhuis. Dr. Halstead heeft dr. Manning ten huwelijk gevraagd, en zij heeft het geaccepteerd en begint meteen met het plannen van hun huwelijk. Dr. Bekker zet alles op alles om dr. Rhodes in Chicago te houden. Dr. Choi probeert April ervan te overtuigen dat zijn zus geen drugs gebruikt. Er komt een doof koppel op de spoedeisende hulp, de man, Peter, is ziek en zijn verloofde, Bonnie, denkt dat het door de CI operatie komt die hij heeft ondergaan. De dokters geven aan dat het er los van staat en willen zijn CI activeren. Bonnie is het niet eens met de CI en heeft het gevoel dat Peter niet meer van haar houdt doordat hij een CI heeft. De specialist (Audioloog) legt aan de andere artsen uit dat het hebben van een CI in de Dovengemeenschap controversieel is: voor Bonnie is doofheid een cultuur, een gemeenschap en zij denkt dat de artsen een niet-bestaand probleem willen oplossen. |            |                         |                    |                                               | |                   |  |
| 63 | 2          | When to Let Go          | Charles S. Carroll | Diane Frolov Andrew Schneider Danny Weiss     | Paula Jon DeRose - Leslie Scott Adam Jacobs - Ryan Scott Louis Herthum - Pat Halstead Tonray Ho - Leah                                                           | 3 oktober 2018    |  |
| Deze aflevering is een cross-over met Chicago Fire (seizoen 7, aflevering 2) en Chicago P.D. (seizoen 6, aflevering 2). Brandweervrouw Stella Kid wordt met spoed naar het ziekenhuis gebracht met zware verwondingen aan haar longen dat haar carrière bij de brandweer kan kosten. De vader van dr. Halstead wordt in het ziekenhuis opgenomen, waar hij al snel komt te overlijden. Dr. Manning en dr. Bekker behandelen een brandwondenslachtoffer die een lange weg voor herstel gaat krijgen, maar haar ouders willen haar dit niet aandoen en willen dat de dokters haar leven beëindigen. Dr. Charles vermoedt dat brandweerman Otis lijdt aan PTSS, door zijn laatste verwondingen. Dr. Choi behandelt een patiënte die ervan overtuigd is dat zij mishandeld werd voordat de brand uitbrak. |            |                         |                    |                                               | |                   |  |
| 64 | 3          | Heavy is the Head       | Michael Waxman     | Jeff Drayer                                   | Bess Rous - Lisa Harris Brian King - Matt Harris Dan Waller - Chris Davis Peter Mark Kendall - Joey Thomas                                                       | 10 oktober 2018   |  |
| Dr. Choi behandelt een jong patiënt die een niertransplantatie nodig heeft. Zijn vader is een match, maar dan wordt er ontdekt dat de patiënt door hem werd ontvoerd. Dr. Manning en een medisch student behandelen een zwangere vrouw die een hoognodige operatie weigert. Dr. Rhodes voert een gevaarlijke operatie uit in de nieuwe operatiekamer, en vraagt dan aan Maggie om hulp. Dr. Halstead bezoekt een locatie om te trouwen. Sharon ligt nog steeds op ramkoers met het nieuwe hoofd van het ziekenhuis. |            |                         |                    |                                               | |                   |  |
| 65 | 4          | Backed Against the Wall | Vincent Misiano    | Eli Talbert                                   | Filipe Valle Costa - Manny Calderon Kayli Carter - Tara Peggy Jo Jacobs - Brenna McDouglas Cruz Gonzalez-Cadel - Linda Harper Keith D. Gallagher - James Harper  | 17 oktober 2018   |  |
| Dr. Halstead moet het opnemen tegen de politie wanneer hij betrokken raakt met een man die een trouwlocatie bezit, en die onderzocht wordt door de politie voor het aannemen van steekpenningen. De nieuwe operatiekamer van dr. Rhodes opent zijn deuren voor patiënten. Dr. Manning behandelt een kankerpatiënt die illegaal in Amerika verblijft. Dr. Choi behandelt een patiënte met een sterke persoonlijkheid, en die liegt over haar identiteit. Dr. Choi maakt kennis met de vriend van zijn zus Emily. |            |                         |                    |                                               | |                   |  |
| 66 | 5          | What You Don't Know     | Donald Petrie      | Stephen Hootstein                             | Dennis Cockrum - Ray Burke Devin Ratray - Tommy Burke Adam Petchel - Tim Burke Molly Lloyd - Tonya Griggs                                                        | 24 oktober 2018   |  |
| Dr. Halstead gaat undercover om de FBI te helpen met hun onderzoek naar Ray Burke. Dr. Bekker en dr. Charles behandelen een patiënt met de ziekte van Huntington die bezoekers weigert. Dr. Choi en April ontdekken dat de vriend van Emily getrouwd is en een kind heeft. Dr. Manning behandelt een patiënt waarvan zij vermoedt dat deze slachtoffer is van seksueel geweld. |            |                         |                    |                                               | |                   |  |
| 67 | 6          | Lesser of Two Evils     | Martha Mitchell    | Safura Fadavi Meridith Friedman               | Deidre Goodwin - Jeanette Phillips Arnell Powell - John Phillips Ekaterina Zalitko - Daria Carson Christian Campbell - Adam Carson                               | 31 oktober 2018   |  |
| Dr. Manning en dr. Halstead doen een ongebruikelijke behandeling wanneer zij vermoeden dat hun patiënt slachtoffer is van seksueel misbruik. Dr. Choi en dr. Charles behandelen een patiënte die een levertransplantatie nodig heeft. Echter ontdekken zij dan dat de patiënte na haar geboorte illegaal geadopteerd is. Het geduld van dr. Rhodes wordt op de proef gesteld wanneer zijn baas hard uitvalt naar een medische student. |            |                         |                    |                                               | |                   |  |
| 68 | 7          | The Poison Inside Us    | Milena Govich      | Jeff Drayer Joseph Sousa                      | Dennis Cockrum - Ray Burke Devin Ratray - Tommy Burke Adam Petchel - Tim Burke Noelle P. Wilson - Claire Burton                                                  | 7 november 2018   |  |
| Wanneer op de eerste hulp een giftige stof vrijkomt, komt het ziekenhuis in een noodsituatie terecht. Dr. Choi is een van de mensen die hier direct mee in aanraking komt. Tijdens deze noodsituatie moeten dr. Manning en dr. Charles een noodkeizersnede uitvoeren op een zwangere vrouw. Dr. Halstead vervolgt zijn werk voor de FBI. Dr. Rhodes ontdekt dat zijn vader de belangrijkste financiële donor was voor zijn nieuwe operatiekamer. |            |                         |                    |                                               | |                   |  |
| 69 | 8          | Play By My Rules        | Valerie Weiss      | Eli Talbert Daniel Sinclair                   | Martasia Jones - Keegan Kathryn Acosta - Mary Brice | 14 november 2018  |  |
| Dr. Rhodes en Sharon raken in conflict wanneer Sharon beslist om de nieuwe operatiekamer voor meerdere operaties te gebruiken, om zo de kosten te drukken. De aankomende bruiloft begint bij dr. Halstead op te breken, en reageert dit af op dr. Manning bij de behandeling van een patiënt die niet gereanimeerd wil worden. Dr. Choi en dr. Charles behandelen een patiënt met een vreemde stoornis. Maggie wordt bij een operatie geroepen, en draagt de leiding van de eerste hulpverpleegsters over aan April. |            |                         |                    |                                               | |                   |  |
| 70 | 9          | Death Do Us Part        | Fred Berner        | Stephen Hootstein Paul R. Puri                | Dennis Cockrum - Ray Burke Devin Ratray - Tommy Burke Adam Petchel - Tim Burke Chet Siegel - Lisa Jensen Ben Edlin - Kevin Jensen                                | 5 december 2018   |  |
| Wanneer de huwelijksdag van dr. Halstead aanbreekt wordt hij ontvoerd, en zijn gijzelnemer dwingt hem op zijn zoon een noodoperatie uit te voeren. Dr. Manning staat alleen voor het altaar, en is bang dat zij door dr. Halstead is verlaten. Dr. Charles behandelt een patiënte die haar man heeft neergestoken, dit omdat zij denkt dat hij een oplichter is. Dr. Choi behandelt een zwangere vrouw die direct een keizersnede nodig heeft. |            |                         |                    |                                               | |                   |  |
| 71 | 10         | All the Lonely People   | Michael Waxman     | Diane Frolov Andrew Schneider                 | Ben Lorenz - Daniel Mitchell Al'Jaleel McGhee - mr. Bennet | 9 januari 2019    |  |
| Voor het ziekenhuis vindt er een schietpartij plaats, en hierbij raakt verpleegster Sexton gewond. Dr. Charles vraagt Elsa Curry om hulp bij een psychologische evaluatie. Dr. Manning wordt gedwongen om een spoedkeizersnede uit te voeren als haar patiënte sterft aan een aneurysma. Dr. Halstead keert terug naar Chicago nadat hij in een getuigenbeschermingsprogramma zat. Dr. Rhodes en dr. Bekker gaan samen naar een gala, en dr. Rhodes krijgt dan ruzie met zijn vader nadat hij een vervelende opmerking maakt over dr. Bekker. |            |                         |                    |                                               | |                   |  |
| 72 | 11         | Who Can You Trust       | Charles S. Carroll | Safura Fadavi Meridith Friedman               | Garret Long - Alana Joe Urla - Patrick Marc Grapey - Peter Kalmick Eddie McGee - Reginald Marks Madelyn DePorter - Celine                                        | 16 januari 2019   |  |
| Dr. Halstead moet nog steeds de gevolgen dragen van zijn PTSD, en reageert dit af op een zwangere patiënte. Dr. Choi en verpleegster Sexton raken in conflict over hun eerdere relatie en het ziekenhuisprotocol wanneer zij een dakloze patiënt behandelen die een hartstilstand krijgt. Dr. Charles behandelt een patiënte die waarschijnlijk de ziekte van Alzheimer heeft, maar het blijkt dat haar verzorger haar te veel medicijnen heeft toegediend. Dr. Rhodes en dr. Bekker zijn het niet met elkaar eens bij een patiënt die een levertransplantatie nodig heeft. |            |                         |                    |                                               | |                   |  |
| 73 | 12         | The Things We Do        | Carl Seaton        | Jeff Drayer Danny Weiss                       | Lauren Potter - Barbara Duncan Mandy June Turpin - Kathy Duncan Tricia Paoluccio - Carol Green P.J. Sosko - Bruce Green Christopher Convery - Jesse Green        | 23 januari 2019   |  |
| Dr. Halstead spoedt zich naar dr. Manning wanneer zij een noodlanding moest maken met de traumahelikopter. Dr. Choi behandelt een patiënt die lijdt aan alcoholisme, en ontdekt dat de zoon van de patiënt hem wil doden. Dr. Rhodes en dr. Bekker zetten hun meningsverschil opzij wanneer zij een patiënte behandelen met het syndroom van Down. Een medische student maakt een cruciale fout bij een patiënt. Goodwin helpt dr. Charles met het maken van een profiel voor een online-datingsite. |            |                         |                    |                                               | |                   |  |
| 74 | 13         | Ghosts in the Attic     | Michael Pressman   | Stephen Hootstein Joseph Sousa Jason Cho      | Edwina Findley Dickerson - Sydney Hawkins Patti Murin - Nina Shore Terry Hamilton - mr. Kaminsky Colby Lewis - Terry McNeal                                      | 6 februari 2019   |  |
| De verpleegsters weigeren de patiënt van dr. Choi te behandelen, als blijkt dat hij een kindermisbruiker is. Later sterft de patiënt, en dr. Choi vermoedt dat dit door een overdosering gebeurde. Er wordt ingebroken in de auto van Halstead, en daarbij wordt zijn pistool gestolen. Dr. Manning vermoedt dat haar patiënt zich voordoet als kankerpatiënt, en dat hij zichzelf rattengif toedient. Dr. Rhodes en dr. Bekker opereren een HIV-positieve patiënt met gebroken ribben, en tijdens de operatie krijgt dr. Bekker een snijwond. Dr. Manning hoort dat dr. Halstead zijn pistool had gehouden, en besluit dan haar verlovingsring terug te geven. |            |                         |                    |                                               | |                   |  |
| 75 | 14         | Can't Unring That Bell  | Lin Oeding         | Diane Frolov Andrew Schneider Daniel Sinclair | Dana Wheeler-Nicholson - Jackie Mills Edwina Findley Dickerson - Sydney Hawkins                                                                                  | 13 februari 2019  |  |
| Dr. Halstead heeft moeite om zijn persoonlijke emoties onder dwang te houden tijdens zijn werk. Dr. Charles en dr. Choi behandelen een patiënt die af wil kicken van drugs. Lockwood gaat heel ver om een patiënt te helpen die een niertransplantatie nodig heeft. Dr. Rhodes en dr. Bekker raken het uiteindelijk met elkaar eens nadat een patiënt sterft. |            |                         |                    |                                               | |                   |  |
| 76 | 15         | We Hold These Truths    | Nicole Rubio       | Eli Talbert Paul R. Puri                      | Paula Newsome - Caroline Charles Deanna Dunagan - mrs. Charles Taylar Fondren - Jalissa Harris Tonatiuh Elizarraraz - Sebastian Lopez                            | 20 februari 2019  |  |
| Chaos dreigt wanneer een automobilist een lokaal festival binnenrijdt waarin diverse gewonden vallen, en dr. Manning en Lockwood worden dan gedwongen om de triage uit te voeren. Dr. Choi behandelt een patiënt met nierstenen, en ontdekt dan een geheim van zijn medische student. Wanneer een patiënt hersendood wordt verklaard, moet Goodwin de moeder zien over te halen om haar zoon op te geven als orgaandonor. Dr. Rhodes is blij verrast als hij ontdekt dat Robin Charles terug in Chicago is. |            |                         |                    |                                               | |                   |  |
| 77 | 16         | Old Flames, New Sparks  | Elodie Keene       | Safura Fadavi Meridith Friedman               | Lauren Sharpe - Emma Patterson Paxton Singleton - Thomas Kramer                                                                                                  | 27 februari 2019  |  |
| Dr. Halstead ontdekt een vrouw die bevroren in de sneeuw ligt, en ontdekt al snel dat zij een alcoholprobleem heeft. Dr. Manning gaat op huisbezoek bij een man die zijn vrouw heeft verloren tijdens een bevalling. Dr. Rhodes wordt in een situatie getrokken waarin hij een operatie weigert bij een patiënte vanwege een slechte gezondheid. Dr. Bekker besluit dan, achter de rug om van dr. Rhodes, om de patiënte wel te helpen. Dr. Choi en verpleegster Sexton behandelen een patiënt met agressieve kanker, en zijn ouders willen dat zijn jongere broer zijn organen aan hem doneert. |            |                         |                    |                                               | |                   |  |
| 78 | 17         | The Space Between Us    | Daniela De Carlo   | Danny Weiss Ryan Michael Johnson              | Molly Bernard - Elsa Curry Naian González Norvind - Lisa Bell Uly Schlesinger - Ben Duncan                                                                       | 27 maart 2019     |  |
| Er ontstaat een gevaarlijke situatie wanneer een auto het ziekenhuis binnenrijdt. Dr. Choi moet een moeilijke beslissing nemen om een medewerker te redden die onder de auto vastzit. Dr. Rhodes en dr. Bekker raken verwikkeld in een risicovolle operatie op de bestuurder van de auto. De emoties van dr. Charles hinderen zijn professionele werk door de behandeling van zijn ex-vrouw. |            |                         |                    |                                               | |                   |  |
| 79 | 18         | Tell Me the Truth       | Vincent Misiano    | Diane Frolov Andrew Schneider                 | Heather Headley - Gwen Garrett Rebecca Harris - Evie Simpson | 3 april 2019      |  |
| Tijdens een operatie krijgt dr. Rhodes te horen dat Robin Charles ontvoert is, en er wordt een losgeld geëist. Dr. Halstead behandelt een patiënt van de FBI, een slachtoffer van een meth-explosie. Dr. Manning en dr. Choi krijgen een meningsverschil over de behandeling van een tiener. Sharon krijgt ondertussen te maken met oplopende budgetkosten. |            |                         |                    |                                               | |                   |  |
| 80 | 19         | Never Let You Go        | Charles S. Carroll | Michael Brandt                                | Dalton Harrod - David Novak Anna Wren Fry - Lily Cooper Brian Hutchison - Joseph Cooper                                                                          | 24 april 2019     |  |
| Wanneer een vrouw haar pasgeboren baby afstaat voor adoptie slaat haar vriend door, en gijzelt iedereen op de eerste hulp en eist dat zijn baby terug gehaald wordt. Ondertussen krijgt de vader van dr. Rhodes een hartinfarct, en zij beseffen dat hun tijd op begint te raken. April voert een medische handeling uit op een klein kind met verbale assistentie van dr. Choi, dit omdat hij gegijzeld wordt gehouden door de gijzelnemer. |            |                         |                    |                                               | |                   |  |
| 81 | 20         | More Harm Than Good     | Milena Govich      | Daniel Sinclair                               | Asher Grodman - Brandon Wycoff Nikita Bogolyubov - Vasiley Qipaqli                                                                                               | 8 mei 2019        |  |
| Dr. Charles en dr. Manning zijn het met elkaar oneens over een patiënt die een behandeling weigert, omdat zij in een sekte zit. Dr. Halstead behandelt een patiënt waarvan hij denkt dat zijn neef hem dwingt zijn nier af te staan. Ondertussen heeft dr. Halstead moeite dat dr. Manning een nieuwe vriend heeft. Dr. Choi behandelt de vriend van zijn zus, ondanks zijn moeizame relatie met hem. |            |                         |                    |                                               | |                   |  |
| 82 | 21         | Forever Hold Your Peace | Charles S. Carroll | Safura Fadavi Meridith Friedman               | Alexandra Grey - Denise Lockwood Danny Deferrari - Caleb Parker Paula Newsome - Caroline Charles Clint James - Lyle Jacobson                                     | 15 mei 2019       |  |
| Dr. Rhodes behandelt een patiënt die een gebroken arm heeft na een skateboardongeluk, en hij weigert het gebruik van naalden bij zijn behandeling. Dr. Rhodes vermoedt dat zijn patiënt een zoon is van een drugsverslaafde, nadat zijn bloed schoon blijkt te zijn. Dr. Rhodes ontvangt dan slecht nieuws, zijn vader is recentelijk overleden. Ondertussen laat de zus van dr. Choi haar baby in de steek, en wordt April gedwongen deze te verzorgen. Dr. Halstead is getuige wanneer de zus van Maggie mishandeld wordt, en heeft nu de moeilijke taak dit tegen Maggie te vertellen. |            |                         |                    |                                               | |                   |  |
| 83 | 22         | With a Brave Heart      | Michael Waxman     | Diane Frolov Andrew Schneider                 | Edwina Findley Dickerson - Sydney Hawkins Jonathan Mangum - Delmer Brendl Kathleen York - Roxanne Raquel McPeek Rodriguez - Bonnie Rush Adam Petchel - Tim Burke | 22 mei 2019       |  |
| Dr. Halstead en dr. Manning behandelen een dove vrouw met een hartziekte, waarvan zij de echtgenoot al eerder hebben behandeld. Dr. Rhodes ontdekt dat zijn vader overleden is door een insulineoverdosis, en vermoedt dat dr. Bekker hem een overdosis heeft gegeven. Dr. Choi en April behandelen een patiënt met een allergie op normale dingen. De vrouw die haar nier heeft afgestaan aan Maggie keert terug naar het ziekenhuis met nierkanker. Agente Lee waarschuwt dr. Halstead dat een zoon van Ray Burke uit de gevangenis is ontsnapt, en dat hij nu misschien in gevaar is. Sharon vertelt Maggie dat zij borstkanker heeft. Dr. Charles gaat trouwen, en wanneer Phillip dr. Manning ten huwelijk wil vragen onthult agente Lee dat dr. Halstead voor haar in Chicago blijft. Wanneer dr. Manning naar dr. Halstead gaat om met hem te praten raakt zij in een ongeluk betrokken met de zoon van Burke, en zij valt in zijn armen flauw. |            |                         |                    |                                               | |                   |  |